# District de Jiagedaqi
Le district de Jiagedaqi (chinois : 加格达奇区 ; pinyin : jiāgédáqí qū, de l'Oroqen : Jagdaqi) est une subdivision de la Chine qui, bien qu'administrée par la préfecture de Daxing'anling de la province du Heilongjiang, appartient de façon formelle à la bannière autonome d'Oroqin en Mongolie-Intérieure, et ne constitue pas une entité administrative officielle. En dépit de ce statut particulier, la ville de Jiagedaqi est le chef-lieu de la préfecture de Daxing'anling.

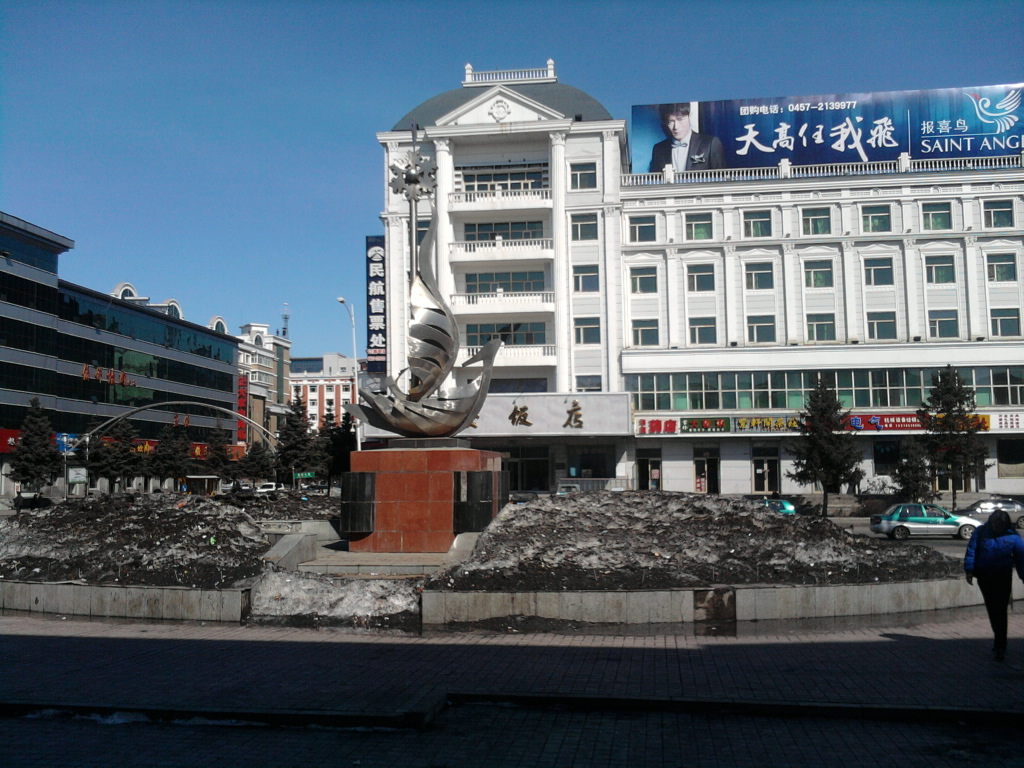
La rue Zhanqian